# Comuna Maidan-Verbețkîi, Letîciv
Maidan-Verbețkîi (în ucraineană Майдан-Вербецький) este o comună în raionul Letîciv, regiunea Hmelnîțkîi, Ucraina, formată din satele Bilețke și Maidan-Verbețkîi (reședința).

## Demografie
Componența lingvistică a comunei Maidan-Verbețkîi
     Ucraineană (98,94%)
     Rusă (1,06%)
Conform recensământului din 2001, majoritatea populației comunei Maidan-Verbețkîi era vorbitoare de ucraineană (98,94%), existând în minoritate și vorbitori de rusă (1,06%).